# Il vento di Kabul
Il vento di Kabul è un libro scritto da Tiziana Ferrario, giornalista Rai, la cui prima edizione è stata ufficialmente presentata il 13 giugno 2006 presso la Sala Mappamondo del Palazzo Venezia a Roma, alla presenza di Emma Bonino e Alberto Cairo, delegato della Croce Rossa Internazionale.
Un anno dopo, per le edizioni tascabili della Baldini Castoldi Dalai, è uscita una versione aggiornata, con l'aggiunta di un nuovo capitolo, riferito all'anno 2007.
Il vento di Kabul è un viaggio nell'Afghanistan del dopo talebani; un viaggio per capire perché la pace e la stabilità siano ancora così lontane nella terra che ha ospitato Osama Bin Laden e i campi di addestramento di al-Qāʿida.
Nel suo lavoro, la Ferrario, racconta le grandi sfide che si devono superare, prima di poter dire che la democrazia sia veramente arrivata in Afghanistan, un Paese che viene descritto totalmente dipendente dagli aiuti internazionali e prigioniero di una corruzione dilagante, un Paese che, nonostante gli sforzi degli Occidentali, rimane il maggiore produttore al mondo di oppio, con uno Stato in balìa dei signori della guerra, e una giustizia e una libertà di stampa a dir poco, approssimative.
Tiziana Ferrario racconta tutto questo partendo dalla vita degli afghani, uomini e donne, che ha incontrato nei suoi numerosi viaggi in quella terra come inviata del Tg1; una riflessione su un Paese nel quale l'Italia si sta impegnando molto, ma del quale si parla troppo poco e, se lo si fa, è solo a causa di eventi tragici che attirano l'attenzione dell'opinione pubblica.

## Edizioni
- Tiziana Ferrario, Il vento di Kabul, II ed., Baldini Castoldi Dalai, 2006,  pp. 370, cap. 17, ISBN 88-8490-960-0.